# أحمد الأمير
أحمد الحسن بن الأمير سياسي يمني وزير السياحة في حكومة الإنقاذ الوطني برئاسة عبد العزيز بن حبتور التابعة للمجلس السياسي الأعلى في سلطة صنعاء منذ 10 نوفمبر 2018.